# José T. García
José T. García y Ordóñez (* Lima, 20 de marzo de 1862 - † Huacho, 10 de julio de 1931) fue periodista, poeta, abogo por el desarrollo de la ciudad de Huacho y fue defensor de los derechos peruanos en el exterior.

## Biografía
Nació en Lima, el 20 de marzo de 1862. Hijo de Don Juan García y Doña Gregoria Ordóñez. Desde Joven Se inclinó por la poesía y las letras, pero se vio envuelto en las guerras del Pacífico, donde participó en las Batallas de San Juan y Miraflores. Luego de culminada la guerra se asentó en Huacho, iniciándose como periodista en 1887 en el periódico "El Obrero". el 20 de junio de 1891 funda su periódico "El Imparcial" como semanario, luego se convierte en bisemanario y a partir de 1915 se convierte en diario. Siendo un continuo defensor de los derechos peruanos en los conflictos limítrofes con Brasil, Bolivia, Colombia, Ecuador y Chile. Abogo por el desarrollo de Huacho, estimulando e incentivando en la ejecución de obras públicas para esta ciudad. Alternó sus conocimientos con la poesía y el teatro. Fue concejal de la Municipalidad Provincial de Chancay en varias oportunidades, también directivo de la Sociedad de Beneficencia Publica de Huacho. Dejó de existir el 10 de julio de 1927. En 1931 como un homenaje póstumo se asigna a una calle de Huacho el nombre de José T. García.
- Datos: Q5945741